# Дубровин, Борис Анатольевич
Борис Анатольевич Дубровин (6 апреля 1950, Москва — 19 марта 2019, Триест) — советский и российский математик, специалист по геометрическим методам математической физики.

## Биография
Борис Анатольевич Дубровин родился 6 апреля 1950 года в Москве. Окончил механико-математический факультет МГУ им. М. В. Ломоносова в 1972 году. Кандидат физико-математических наук (1976, тема диссертации «Конечнозонные потенциалы оператора Штурма — Лиувилля и римановы поверхности»), доктор физико-математических наук (1984, тема диссертации «Геометрия абелевых многообразий и римановых поверхностей и нелинейные уравнения»).
В 1988—1993 годах — профессор кафедры высшей геометрии и топологии МГУ.
С 1993 по 2019 год — профессор математики в международном институте SISSA (г. Триест).
С 2010 года — заведующий лабораторией «Геометрические методы математической физики им. Н. Н. Боголюбова» механико-математического факультета МГУ. Внештатный сотрудник Отдела геометрии и топологии Математического института им. В. А. Стеклова РАН.
Умер в Триесте 19 марта 2019 года после продолжительной болезни (боковой амиотрофический склероз).

## Научная деятельность
Область научных интересов: теория интегрируемых систем в геометрии и физике: фробениусовы многообразия, инварианты Громова — Виттена, теория особенностей, нормальные формы интегрируемых уравнений в частных производных, гамильтоновы возмущения гиперболических систем, геометрия изомонодромных деформаций, тэта-функции на римановых поверхностях и нелинейные волны.
Соавтор (совместно с С. П. Новиковым и А. Т. Фоменко) учебного пособия «Современная геометрия» (М.: Наука, 1979 — «Современная геометрия. Методы и приложения», 1984 — «Современная геометрия. Методы теории гомологий»), которое в 1986—2013 годах было многократно переиздано . С 1982 по 1992 год в издательстве Springer также неоднократно выходил в свет английский перевод книги     .

## Семья
Жена — Ирина, дочери — Даша и Лиза.